# أفاست
أفاست للبرمجيات (بالإنجليزية: Avast Software)‏ هي شركة برمجيات مقرها في براغ، الجمهورية التشيكية، التي تنتج مضاد الفيروسات أفاست، الموصوف كبرنامج مضاد الفيروسات. يأتي البرنامج على شكل إصداربرامج مجانية لمستخدمي الحاسب بالمنزل وإصدارات برامج تجريبية التي لديها العديد من الميزات الإضافية.
آخر إصدار من أفاست! يتضمن العديد من العناصر / الوحدات هدفها حماية مستخدمي الحاسب بشكل عام مثل برامج المراسلة الفورية وتشارك الملفات / مشاركة الملفات، وفحص بروتوكول مكتب البريد بالبريد الإلكتروني دون الحاجة إلى إعداد خاص من برامج مزودي البريد الإلكتروني (عندما يتم تركيبها على أحد الأنظمة التي تستند على نظام التقنيات الحديثة (ويندوز إن تي)).
تتم المصادقة على مضاد الفيروسات أفاست! كمكتشف للفيروسات من قبل مختبرات الرابطة الدولية لأمن الحواسب / ICSA Labs، وليست باعتبارها منظف فيروسات فقط كما كان الوضع قبل تشرين الثاني / نوفمبر 2003.
كما يمر أفاست! بالعديد من الاختبارات الصارمة للغاية التي تعدها مجلة نشرة الفيروسات / فيروس بولتين ‏ (لمعرفة المزيد انظر الروابط أدناه لو تكرمت)، وحاز على أفضل معدل نجاح في هذه التجارب مقارنة بالبرامج المدفوعة الأجر الأخرى.
اعتباراً من 1/1/2007 فإن الاسم الرسمي الجديد للشركة هو شركة الوِل المساهمة للبرمجيات حيث أنه تم تشكيل ائتلاف من الشركات المستقلة وضمت على أساس شركة مساهمة / شركة مساهمة.
الأمر الذي يميز أفاست! عن برامج مضادات الفيروسات الأخرى هي عالميته، حيث أنه متوفّر في أكثر من 27 لغة عالمية مثل العربية، الإنكليزية، الألمانية... إلخ

## وصلات خارجية
- الموقع الرسمي